# Списък на римските управители на Юдея
Списъкът на римските управители или префекти или прокуратори на римската провинция Юдея обхваща периода от смъкването на Ирод Архелаос (Herodes Archelaos) през 6 г. до края на еврейската война с Бар Кохба през 136 г.
Префекти:
- 6–9: Копоний
- 9–12: Марк Амбибул
- 12–15: Аний Руф
- 15–26: Валерий Грат
- 26–36: Понтий Пилат
- 36–37: Марцел
- 37–41: Марул

Клиентелско царство
- 41-44: Ирод Агрипа I

Прокуратори:
- 44–46: Куспий Фад
- 46–48: Тиберий Юлий Александър (син)
- 48–52: Вентидий Куман
- 52–60: Марк Антоний Феликс
- 60–62: Порций Фест
- 62–64: Лукцей Албин
- 64–66: Гесий Флор
- (неизвестно): Марк Антоний Юлиан
- 70–71: Секст Ветулен Цериал
- 71–73/74: Секст Луцилий Бас
- 73/74–81: Луций Флавий Силва Ноний Бас
- ок. 80: М. Салвиден
- ок. 86: Гней Помпей Лонгин
- ок. 93: Секст Херментидий Кампан
- ок. 99/100–102/103: Тиберий Клавдий Атик Херод
- 102/103–104/105: Гай Юлий Квадрат Бас
- 105–107: Квинт Помпей Фалкон
- ок. 114: Тибериан
- ок. 117: Лузий Квиет
- 120: Луций Косоний Гал
- 130/131: Квинт Тиней Руф
- 130/131–134/135: Гай Квинкций Керт Публиций Марцел
- ок. 135: Секст Юлий Север